# Elektrant

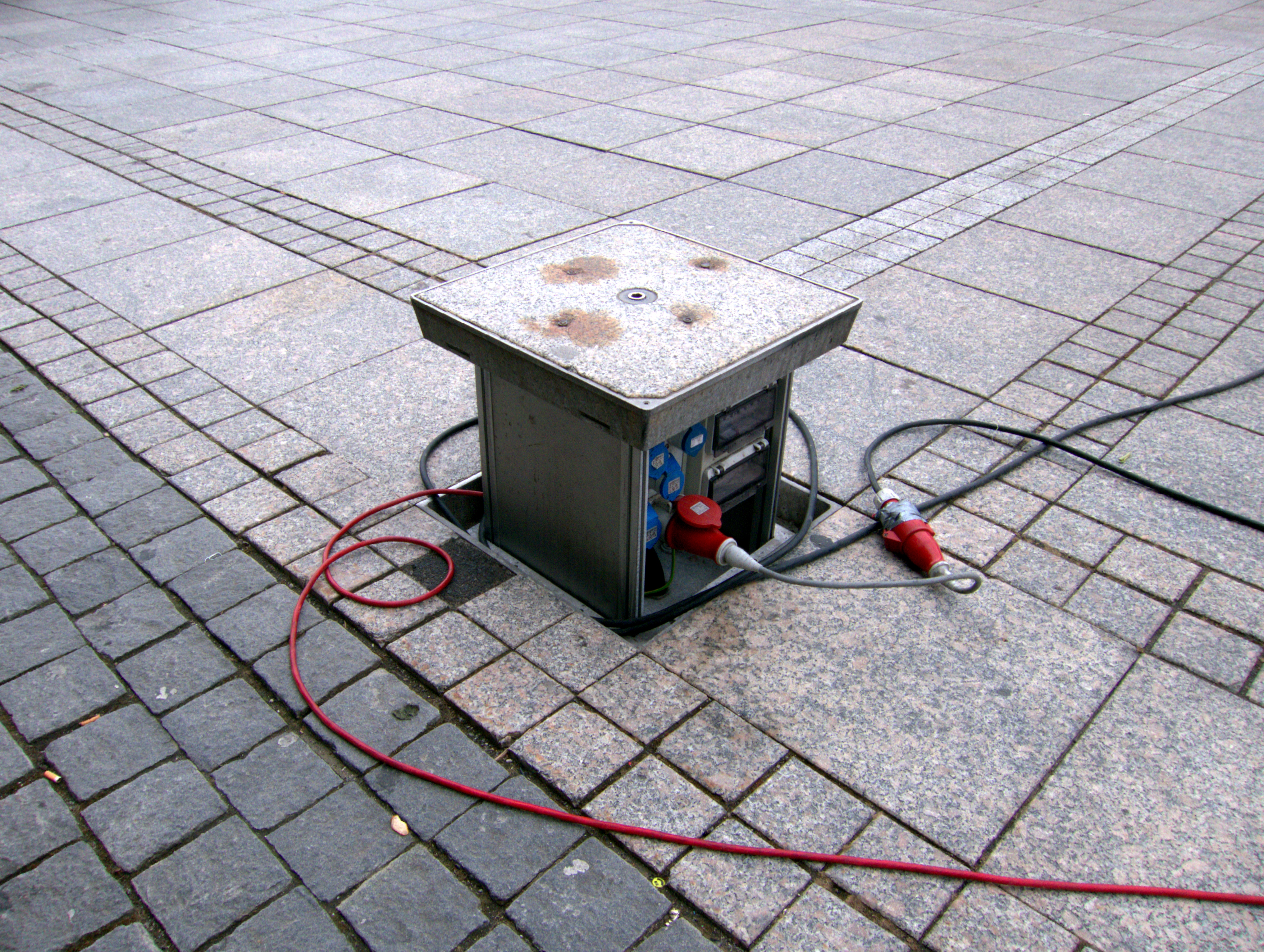
Senkelektrant auf dem Münsterplatz in Ulm

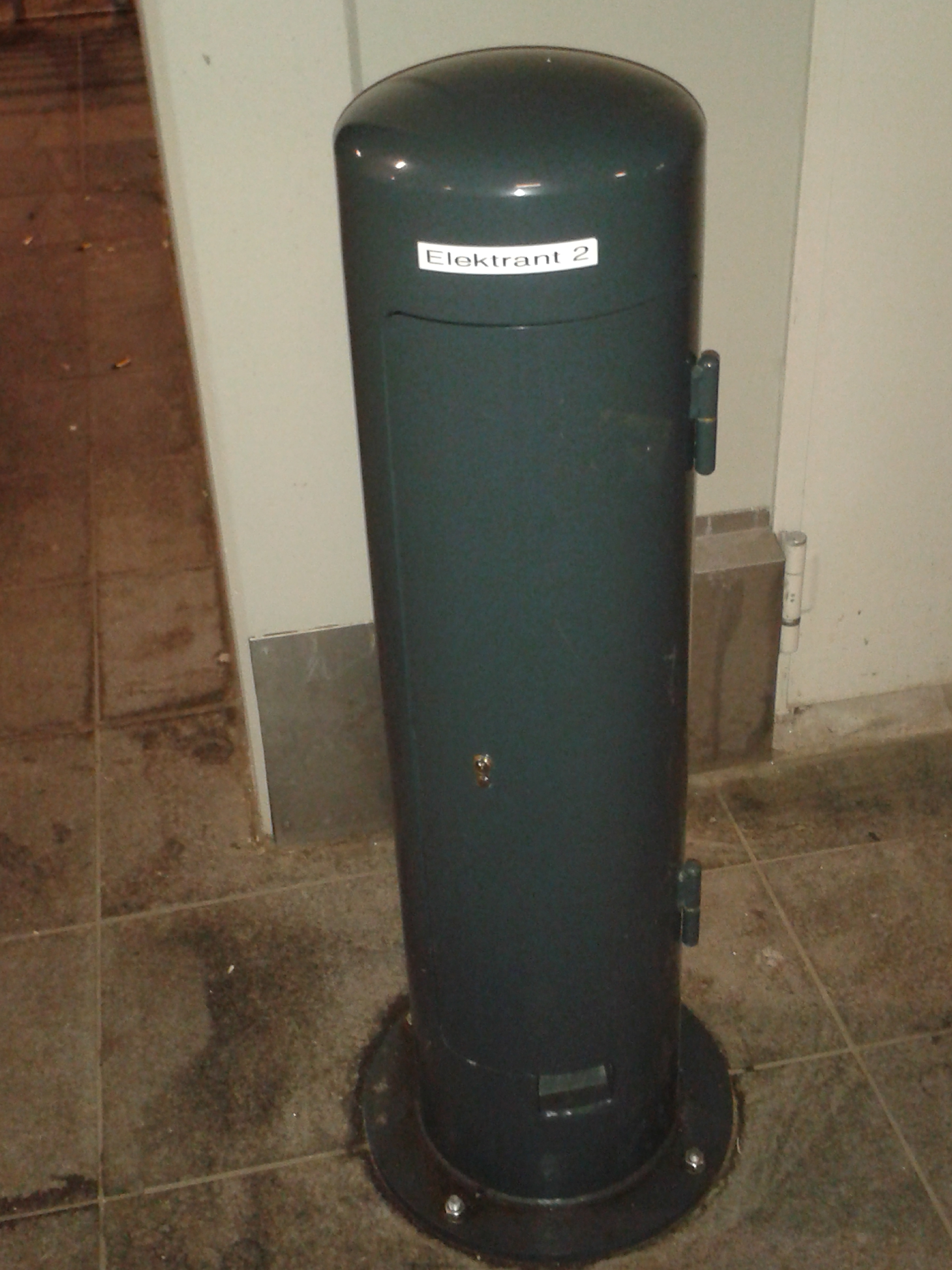
Elektrant auf dem Berliner Bahnhof Ostkreuz

Elektrant ist die Bezeichnung für Vorrichtungen zur Entnahme von elektrischer Energie (analog dem Hydranten, der zur Wasserentnahme dient).

## Einsatzgebiete
Häufig werden Elektranten im Eisenbahnbereich als Servicebestandteil der örtlichen Eisenbahninfrastruktur eingesetzt, aber auch als Teil der Sicherung von Eisenbahntunneln sowie überall dort, wo eine dezentrale Anschlussmöglichkeit an das Stromnetz gewünscht wird, sei es, um auf Skipisten Beschneiungsanlagen zu betreiben oder auf Campingplätzen einen Stromanschluss bereitzustellen. Auch auf vielen innerstädtischen Marktplätzen (Wochenmarkt) werden Elektranten eingesetzt. Da die Wochenmärkte meist zweimal pro Woche für nur wenige Stunden betrieben werden, sind diese Elektranten bei Nichtnutzung oft im Boden versenkbar (Senkelektranten), damit sie nicht stören.